# Epinephelus striatus
El mero estriado (Epinephelus striatus) es una especie de peces de la familia Serranidae en el orden de los Perciformes.
El mero estriado es una de las especies en consideración del Servicio de pesca marina de Los Estados Unidos. Las especies en consideración son las especies sobre las que la Administración Nacional Oceánica y Atmosférica y el Servicio de pesca marina del Gobierno de los Estados Unidos tiene ciertas preocupaciones relacionadas al estado y las amenazas que esta especie podría presentar, pero para las cuales la información disponible no es suficiente para indicar la necesidad de listar la especie bajo la ley de Especies en Peligro de Extinción Ley (ESA, por sus siglas en inglés) de EE. UU.

## Descripción
El mero estriado es un pez con promedio de mediano a largo, creciendo sobre un metro de largo y hasta 25 kilogramos de peso. Tiene un cuerpo grueso y boca grande, que utiliza para "inhalar" presa. Su color varía en función de una circunstancia individual y el medio ambiente de los peces. En aguas poco profundas (hasta 60 pies), el mero es de color rojizo, pero los especímenes que viven en aguas más profundas son rosados o rojos, o algunas veces de color naranja-rojo. Sobrepuesto a este color de base poseen una serie de rayas más ligeras, manchas más oscuras, barras y patrones incluyendo manchas negras debajo y detrás del ojo, y una raya bífida en la parte superior de la cabeza.

## Morfología
Los machos pueden llegar alcanzar los 122 cm de longitud total.

## Distribución geográfica
Se encuentra desde Bermudas, Florida, Bahamas y la Península de Yucatán hasta el sur del Brasil, incluyendo el Caribe.

## Ecología
El mero estriado vive cerca de los arrecifes, es uno de los peces más grandes que se encuentran alrededor de los arrecifes de coral. Se puede encontrar en cualquier lugar de la costa, cerca de aguas que son de hasta 100 m de profundidad. El mero estriado vive en el oeste del Océano Atlántico, desde las Bermudas, Florida y las Bahamas en el norte hasta el sur de Brasil, pero solo se encuentra en unos pocos lugares en el Golfo de México, sobre todo a lo largo de las costas donde están los arrecifes de la Florida. Es un pez solitario, se alimenta durante el día, principalmente de otros peces y pequeños crustáceos como cangrejos y langostas pequeñas. Se engendra en gran cantidad en diciembre y enero, siempre en la época de la luna llena, y en los mismos lugares. A la luz de la luna llena, un gran número de meros se agrupan en masa para aparearse y engendrar en gran cantidad junto. Una razones por la cual la pesca del mero estriado esta tan agotada es porque sus enormes depósito de huevos hacen un blanco fácil para los pescadores, que recoger un gran número de peces reproductores, que entonces no puede, reproducirse. El Mero así como muchas otras especies de pargos están enfrentando el peligro de llegar a estar en peligro de extinción por la misma razón.

## Conservación
El mero estriado es pescado tanto comercialmente como para deporte; es menos tímido que otros meros, y es fácilmente abordado por los buceadores. Sin embargo, sus números se han reducido considerablemente por la sobrepesca en los últimos años, y es un procriador lento. Además de sus áreas históricas de engendrar, son fácilmente blanco de la pesca, que tiende a remover a los miembros reproductivamente activa del grupo. La especie es por lo tanto muy vulnerables a la sobreexplotación, y es reconocida como en peligro de extinción en la Lista Roja de la UICN. Los gobiernos de los Estados Unidos, las Islas Caimán y las Bahamas han prohibido la pesca del mero estriado en los últimos años. En las Islas Caimán se ha prohibido la pesca en los hoyos de reproducción hasta el final de 2011, y en el caso de la pesca de meros en Bahamas también fue detenida los meses de diciembre de 2003 hasta febrero de 2004.El mero estriado se encuentra en tasa alta de disminución y en un serio riesgo de llegar a estar en peligro de extinción.